# سفاتوبلوك بلوسكال
سفاتوبلوك بلوسكال (بالتشيكية: Svatopluk Pluskal)‏، من مواليد 28 أكتوبر 1930، وتوفي في 29 مايو 2005، لاعب كرة قدم تشيكوسلوفاكي سابق.
لعب مع منتخب تشيكوسلوفاكيا لكرة القدم.

## روابط خارجية
- سفاتوبلوك بلوسكال على موقع الاتحاد الدولي (مؤرشف)  (الإنجليزية)
- سفاتوبلوك بلوسكال على موقع الاتحاد التشيكي (الإنجليزية)
- سفاتوبلوك بلوسكال على موقع قاعدة بيانات كرة القدم.إي يو (الإنجليزية)
- سفاتوبلوك بلوسكال على موقع ناشيونال فوتبول تيمز (الإنجليزية)
- سفاتوبلوك بلوسكال على موقع Soccerway.com (الإنجليزية)
- سفاتوبلوك بلوسكال على موقع عالم كرة القدم.نت (الإنجليزية)